# Chamaguha
Chamaguha è una circoscrizione urbana (urban ward) della Tanzania situata nel distretto urbano di Shinyanga, regione di Shinyanga. Conta una popolazione di 5 218 abitanti (censimento 2012).